# Joachim Werzlau
Joachim Werzlau (* 5. August 1913 in Leipzig; † 23. Oktober 2001 in Berlin) war ein deutscher Komponist. Er gehörte zur älteren Komponistengeneration der DDR.

## Die jungen Jahre
Als Sohn eines Orchestermusikers wagte er sich mit zwölf Jahren an erste Kompositionsversuche. Der Vater unterrichtete ihn selbst auf der Geige und dem Klavier. Da die wirtschaftliche Situation der Familie ein Musikstudium verwehrte, begann Werzlau als Klavierbaulehrling bei der Firma Blüthner in seiner Heimatstadt. Seinen Lebensunterhalt verdiente er sich als Pianist sowie auch Komponist bei verschiedenen Kulturinstitutionen in Leipzig. Mit 22 Jahren wird ihm dennoch die Zulassung zum Musikstudium am Leipziger Konservatorium in Aussicht gestellt, der er jedoch wegen enger Kontakte zu linken Künstlern bald wieder verlustig wird. 1941/1942 leistete er Militärdienst, dann folgte aber bis Kriegsende eine Zwangsverpflichtung zur Fabrikarbeit.

## Nach 1945
Nach dem Ende der nationalsozialistischen Herrschaft in Deutschland arbeitete Werzlau aktiv im Antifa-Block und wurde Mitglied des Kulturbundes zur demokratischen Erneuerung Deutschlands. Er komponierte Schauspielmusiken für das Leipziger Theater sowie Hörspielmusiken für den Sender Leipzig. Darüber hinaus wurde Werzlau Direktor des musikalisch-literarischen Kabaretts Die Rampe (Leipzig). 1949 übersiedelte er nach Berlin.
1949 schrieb Joachim Werzlau sein wohl populärstes Massenlied Weil wir jung sind, ist die Welt so schön (Text Gerhard Wolfram). Zwischen 1949 und 1952 war er Musikreferent am Berliner Rundfunk, für den er auch als Komponist und Programmgestalter arbeitete. In dieser Zeit begann er auch mit der Komposition von Kinder-, Pionier-, Jugend- und sonstigen Massenliedern für den sozialistischen Feiertagsgebrauch. Dies machte ihn in der DDR sehr populär. Er war auch als Filmmusikkomponist für die DEFA tätig.
Werzlau war Gründungsmitglied des ostdeutschen Verbandes Deutscher Komponisten und Musikwissenschaftler und als solcher seit 1957 freischaffend tätig. Von 1960 bis 1964 war er Vorsitzender des Bezirksverbandes Berlin des Komponistenverbandes und Ende der 1980er Jahre Beiratsvorsitzender der Anstalt zur Wahrung der Aufführungs- und Vervielfältigungsrechte auf dem Gebiet der Musik (AWA). Von 1967 bis 1981 war er Mitglied der Berliner Stadtverordnetenversammlung und wurde 1969 Mitglied der Akademie der Künste der DDR.
1963 entstand seine erste Oper Regine, welche am Hans Otto Theater zu Potsdam mit mäßigem Erfolg uraufgeführt wurde. Im Jahre 1976 wurde seine zweite Oper uraufgeführt, diesmal mit großem, durchschlagendem Erfolg an der Berliner Staatsoper Unter den Linden: Meister Röckle (Libretto von Günther Deicke). Die Handlung geht zurück auf Motive des Kinderbuches Meister Hans Röckle und Mister Flammfuß von Ilse und Vilmoš Korn. Das Werk wurde an mehreren Theatern der DDR nachgespielt, so in Weimar, Meiningen und Leipzig. 1977 wurde Werzlau Präsidiumsmitglied des Komponistenverbandes und wurde 1981 zum nunmehr zweiten Mal mit dem Nationalpreis der DDR geehrt (erste Verleihung 1967). 1981 wurde Meister Röckle auch in Moskau am dortigen Musiktheater für Kinder von Natalia Saz aufgeführt.
In der ersten Hälfte der 1980er Jahre arbeitete Joachim Werzlau schließlich an seiner dritten Oper Zille Heinrich, seinem ständigen künstlerischen Bestreben folgend, volksnahe beziehungsweise volkstümliche Stoffe auf hohem künstlerischen Niveau zu verarbeiten.

## Werke (Auswahl)
- Unser Leben im Lied, Kantate für Soli, Chor und Orchester, Text: B. Seeger, 1959
- Episoden, 5 Orchesterstücke, 1962
- Hans Marchwitza, ein sinfonisches Porträt, 1970
- Olympisches Divertimento für großes Orchester, 1971
- Der strenge Chronos, 13 Lieder und Gesänge nach sowjetischen Dichtungen, 1977
- Partita für Violine solo, 1978
- Fahnenmarsch für großes Blasorchester, 1979
- Sanssouci, Orchestermusik, 1979
- Szenen für Orchester, 1979
- Erinnerungen an Heinrich Zille, 4 Skizzen für Klavier, 1984
- Zille Heinrich, Oper, Text: H. Kahlau, 1. Fassung 1980–84, 2. Fassung 1986–88
- Kartoffelkantate, Kleines Denkmal für Soli, Chor und Instrumente, Text: Maria Dresdner, 1986
- Kontra Lamento für Orchester, Neufassung 1986
- Aktion Berlin für großes Blasorchester, 1986

## Filmarbeiten (Auswahl)
- 1950: Saure Wochen – frohe Feste
- 1953: Die Störenfriede
- 1953: Jacke wie Hose
- 1954: Das geheimnisvolle Wrack
- 1955: Der Teufel vom Mühlenberg
- 1955: Robert Mayer – Der Arzt aus Heilbronn
- 1956: Genesung
- 1956: Das tapfere Schneiderlein
- 1957: Lissy
- 1957: Tinko
- 1957: Zwei Mütter
- 1957: Polonia-Express
- 1958: Sonnensucher
- 1959: Ein ungewöhnlicher Tag
- 1959: Eine alte Liebe
- 1960: Fünf Patronenhülsen
- 1960/2014: Sommerwege
- 1962: Königskinder
- 1963: Karbid und Sauerampfer
- 1963: Nackt unter Wölfen
- 1974: Jakob der Lügner

## Hörspielmusik
- 1961: Bernhard Seeger: Unterm Wind der Jahre – Regie: Theodor Popp (Hörspiel – Rundfunk der DDR)